# Eurytos ze Sparty
Eurytos (gr. Εύρυτος, zm. 480 r. p.n.e.) – jeden z trzystu Spartiatów, którzy w 480 r. p.n.e. stanęli u boku Leonidasa I przeciwko armii „króla królów” Kserksesa I w bitwie pod Termopilami. Niedługo przed bitwą wraz z innym Spartaninem imieniem Aristodemos doznał choroby oczu, która uczyniła go niezdolnym do walki, przez co król polecił zarówno jemu, jak i jego towarzyszowi wrócić do ojczyzny. W drodze powrotnej Eurytos zdecydował się jednak zawrócić, stanąć do bitwy i umrzeć wraz z resztą Spartan, przez co uniknął hańby, jaka czekała Aristodemosa, gdy ten wrócił na Peloponez. 